# Lăng Thiệu Trị
Lăng Thiệu Trị có tên chữ là Xương Lăng (昌陵) là nơi chôn cất hoàng đế Thiệu Trị. Đây là một di tích trong Quần thể di tích cố đô Huế được UNESCO công nhận là di sản văn hóa thế giới ngày 11 tháng 12 năm 1993.

## Vị trí
Lăng Thiệu Trị nằm dựa lưng vào núi Thuận Đạo, ở địa phận làng Cư Chánh, phường Thủy Bằng, quận Thuận Hóa, thành phố Huế, cách trung tâm thành phố khoảng 8 km. .
Xét về phong thủy, lăng Thiệu Trị ở vào vị thế "sơn chỉ thủy giao". Lăng quay mặt về hướng tây bắc, một hướng chưa bao giờ được dùng trong các công trình kiến trúc lớn thời Nguyễn bấy giờ. Phía trước, cách lăng khoảng 1 km có đồi Vọng Cảnh, bên trái có núi Ngọc Trản chầu về trước lăng theo vị thế "tả thanh long, hữu  bạch hổ". Sông Hương làm minh đường. Ngọn núi Chằm cách đó khoảng 8 km đứng làm "tiền án" cho khu vực lăng, động Bàu Hồ ở gần hơn làm bình phong thiên nhiên cho khu vực tẩm. Ở đằng sau, ngoài ngọn núi Kim Ngọc ở xa, người xưa đã đắp một mô đất cao lớn làm "hậu chẩm" cho lăng. Trong phạm vi lăng có ba hồ bán nguyệt là hồ điện, hồ Nhuận Trạch, và hồ Ngưng Thúy cùng dòng khe từ hồ Thủy Tiên chảy ra bên phải, giao lưu với nhau bằng những đường cống xây ngầm dưới các lối đi. La thành bao bọc xung quanh (ngăn vượng khí thoát ra ngoài) không phải là tường thành mà là những cánh đồng, vườn cây.

## Quá trình xây dựng Lăng

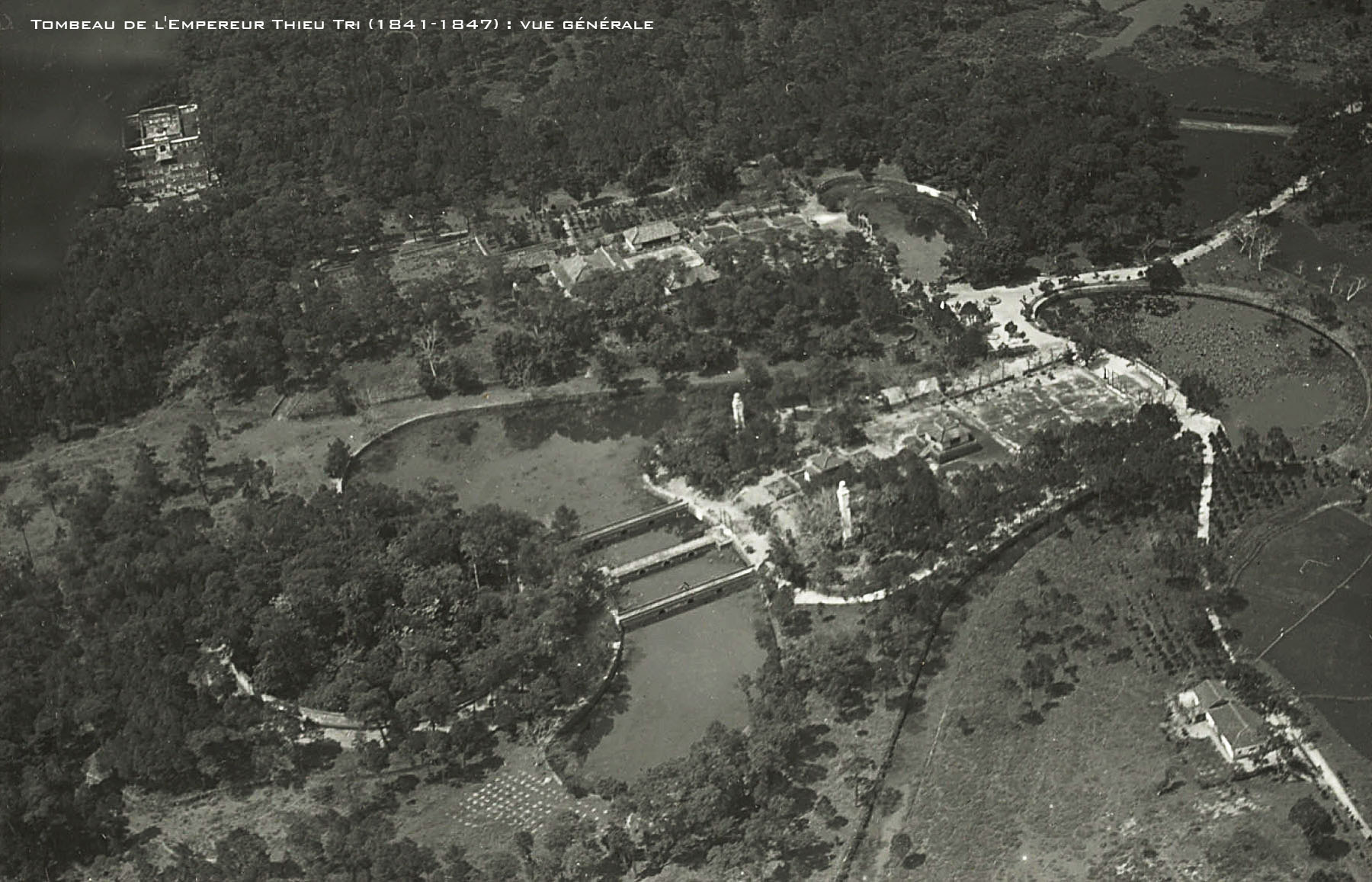
Toàn cảnh lăng Thiệu Trị đầu thế kỉ 20

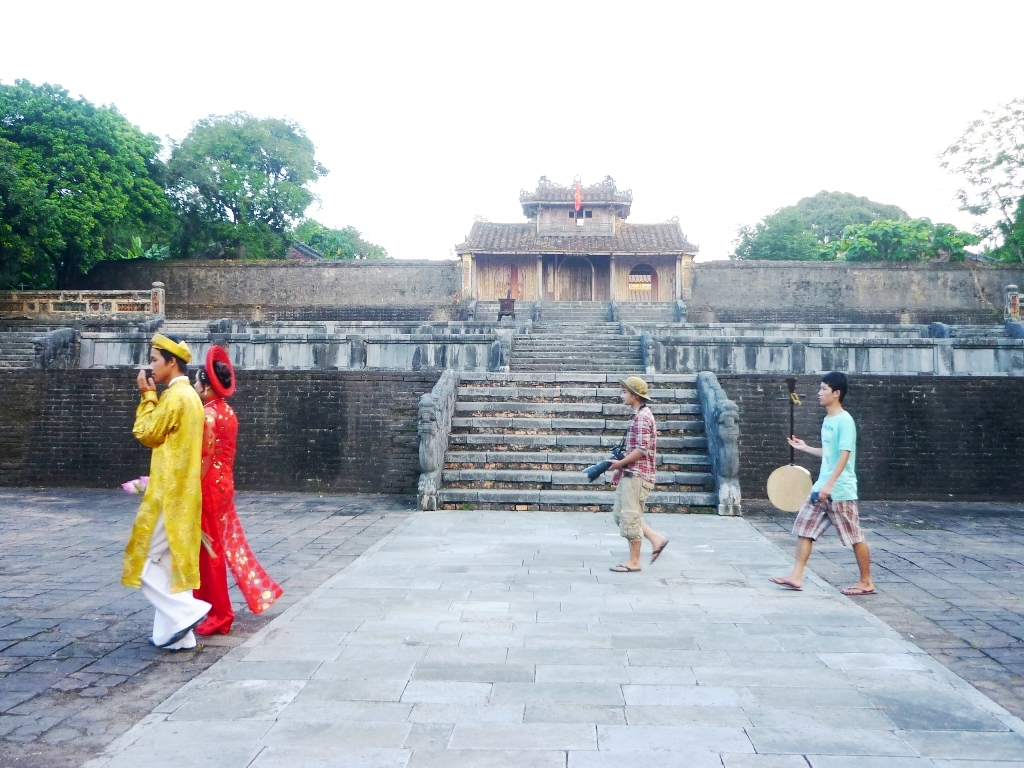
Hồng Trạch Môn, lăng Thiệu Trị

Sau khi ở trên ngai vàng được 7 năm, vua Thiệu Trị lâm bệnh qua đời ngày 4 tháng 11 năm 1847, giữa lúc mới 41 tuổi. Trong khi hấp hối, nhà vua đã dặn người con trai sắp lên nối ngôi rằng: "Chỗ đất làm Sơn lăng nên chọn chỗ bãi cao chân núi cận tiện, để dân binh dễ làm công việc. Còn đường ngầm đưa quan tài đến huyệt, bắt đầu từ Hiếu lăng, nên bắt chước mà làm. Còn điện vũ liệu lượng mà xây cho kiêm ước, không nên làm nhiều đền đài, lao phí đến tài lực của binh dân".
Vua Tự Đức lên nối ngôi đã lệnh cho các thầy địa lý tìm đất để xây lăng cho vua cha. Họ tìm được địa cuộc tốt tại chân một dãy núi thấp thuộc làng Cư Chánh, huyện Hương Thủy, cách Kinh thành không xa như hai lăng vua tiền nhiệm. Sau đó núi ấy được đặt là núi Thuận Đạo còn lăng được gọi là Xương Lăng.
Vào ngày 11 tháng 2 năm 1848, vua Tự Đức sai đại thần Vũ Văn Giai, sung chức Đổng lý, đứng ra trông coi công việc xây dựng lăng. Nhà vua dặn cứ 10 ngày một lần phải báo cáo cho vua biết tiến độ xây dựng lăng.
Theo lời dặn của vua cha, vua Tự Đức căn dặn Vũ Văn Giai phải bắt chước cách làm "toại đạo" giống như trên lăng Minh Mạng, công việc xây dựng các công trình mang tính thờ phụng ở lăng như điện, đình, các, viện... thì phải bắt chước theo quy chế của lăng Gia Long, và tùy theo địa thế tại chỗ để châm chước định liệu mà làm. Toại đạo, tức là đường hầm đưa quan tài nhà vua vào huyệt mộ, được xây vào ngày 24 tháng 3 năm 1848.
Quá trình xây cất Xương Lăng diễn ra nhanh chóng và gấp rút, nên chỉ sau ba tháng thi công, các công trình chủ yếu đã hoàn thành. Ngày 14 tháng 6 năm 1848, vua Tự Đức thân hành lên Xương Lăng kiểm tra lần cuối. Mười ngày sau, thi hài vua Thiệu Trị được đưa vào an táng trong lăng sau 8 tháng quàn tại điện Long An ở cung Bảo Định. Vua Tự Đức viết bài văn bia dài trên 2.500 chữ, cho khắc lên tấm bia "Thánh đức thần công", dựng vào ngày 19 tháng 11 năm 1848 để ca ngợi công đức của vua cha.
Trong một bài dụ của vua Tự Đức viết vào tháng 5 năm 1848, có đoạn nói: "Nay mọi việc đã đâu vào đấy, sớm báo cáo hoàn thành". Ngày 14 tháng 6 năm 1848, tức là 10 ngày trước khi làm lễ an táng vua cha, vua Tự Đức thân hành lên lăng để kiểm tra công việc một lần cuối. Mặc dù vua Thiệu Trị đã căn dặn là phải làm lăng như thế nào cho "kiệm ước", không nên quá tốn kém tiền của và sức dân, sức binh. Và trong bài văn bia ở Xương Lăng, vua Tự Đức đã nhắc lại điều đó và nói thêm rằng: "Lời vàng ngọc văng vẳng bên tai, con nhỏ này đâu dám trái chí"; nhưng hôm ấy khi lên xem công trình lăng, thấy "công trình có phần phiền phức to lớn", nhà vua vẫn tỏ ra thỏa mãn.
Riêng tấm bia "Thánh đức thần công" với bài bi ký dài hơn 2.500 chữ do vua Tự Đức viết, thì mãi đến 5 tháng sau, tức là ngày 19 tháng 11 năm 1848 mới dựng được.
Như vậy, tính từ ngày bắt đầu xây dựng (11 tháng 2 năm 1848) đến ngày hoàn tất, lăng Thiệu Trị đã được thi công trong vòng chưa đầy 10 tháng.
Ngoài ra, ở gần lăng Thiệu Trị còn có 3 ngôi lăng mộ khác của những người trong gia đình vua. Nằm chếch phía trước là Lăng Hiếu Đông của mẹ vua - bà Hồ Thị Hoa; gần phía sau bên trái là Lăng Xương Thọ của vợ vua - bà Từ Dụ; phía trước bên trái là khu lăng "Tảo thương" là những ngôi mộ của con vua Thiệu Trị chết lúc còn nhỏ.

## Kiến trúc

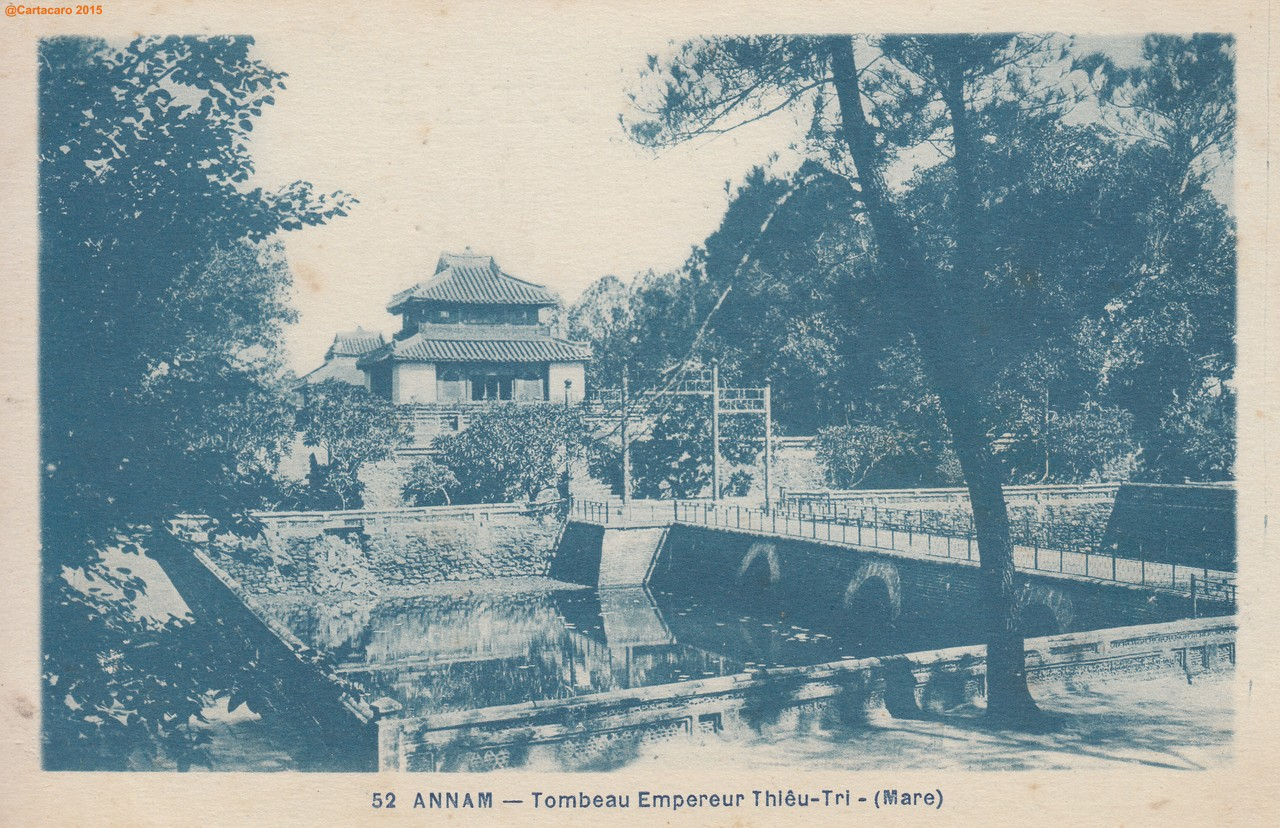
Hồ Ngưng Thúy, cầu Tây Định, cầu Chánh Trung, lầu Đức Hinh, và Bi đình trên trục lăng mộ của Xương Lăng

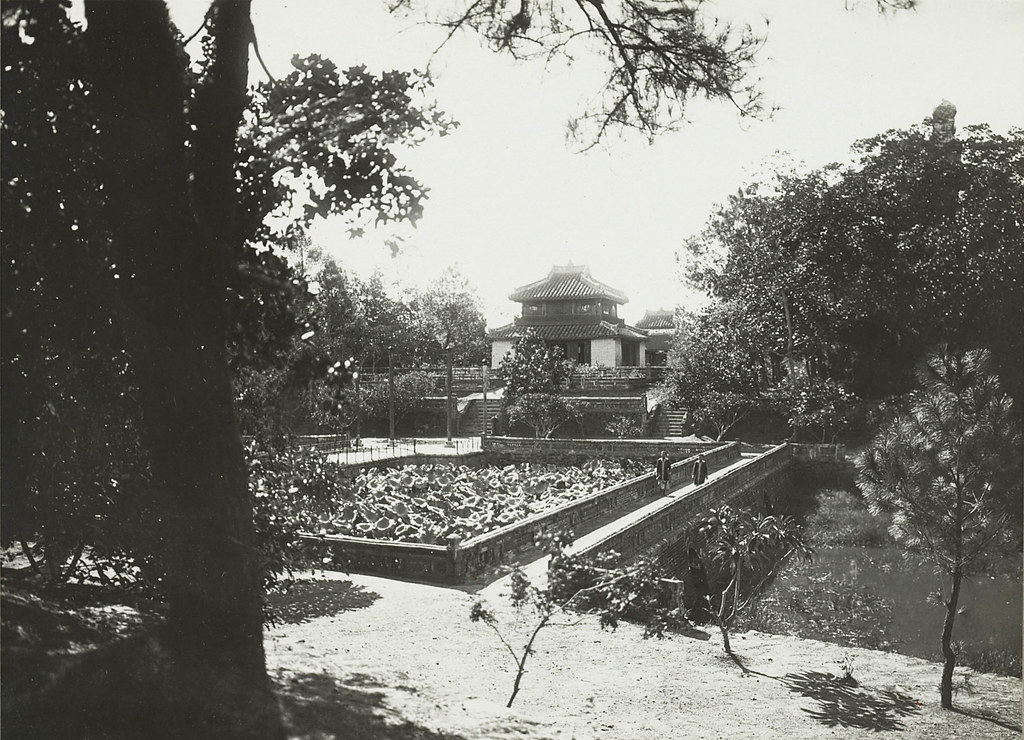
Hồ Ngưng Thúy, cầu Đông Hòa, cầu Chánh Trung và lầu Đức Hinh nhìn từ Bửu thành

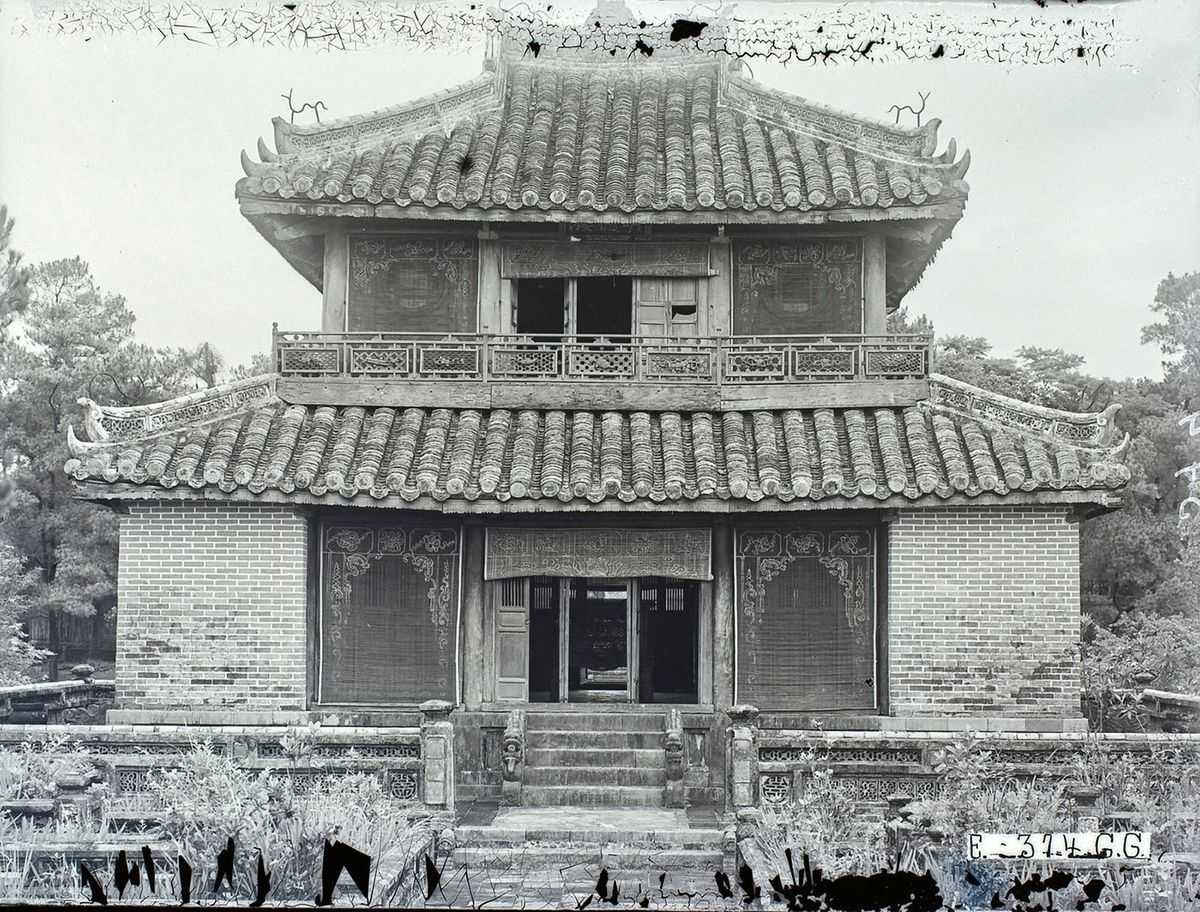
Đức Hinh lâu, lăng Thiệu Trị

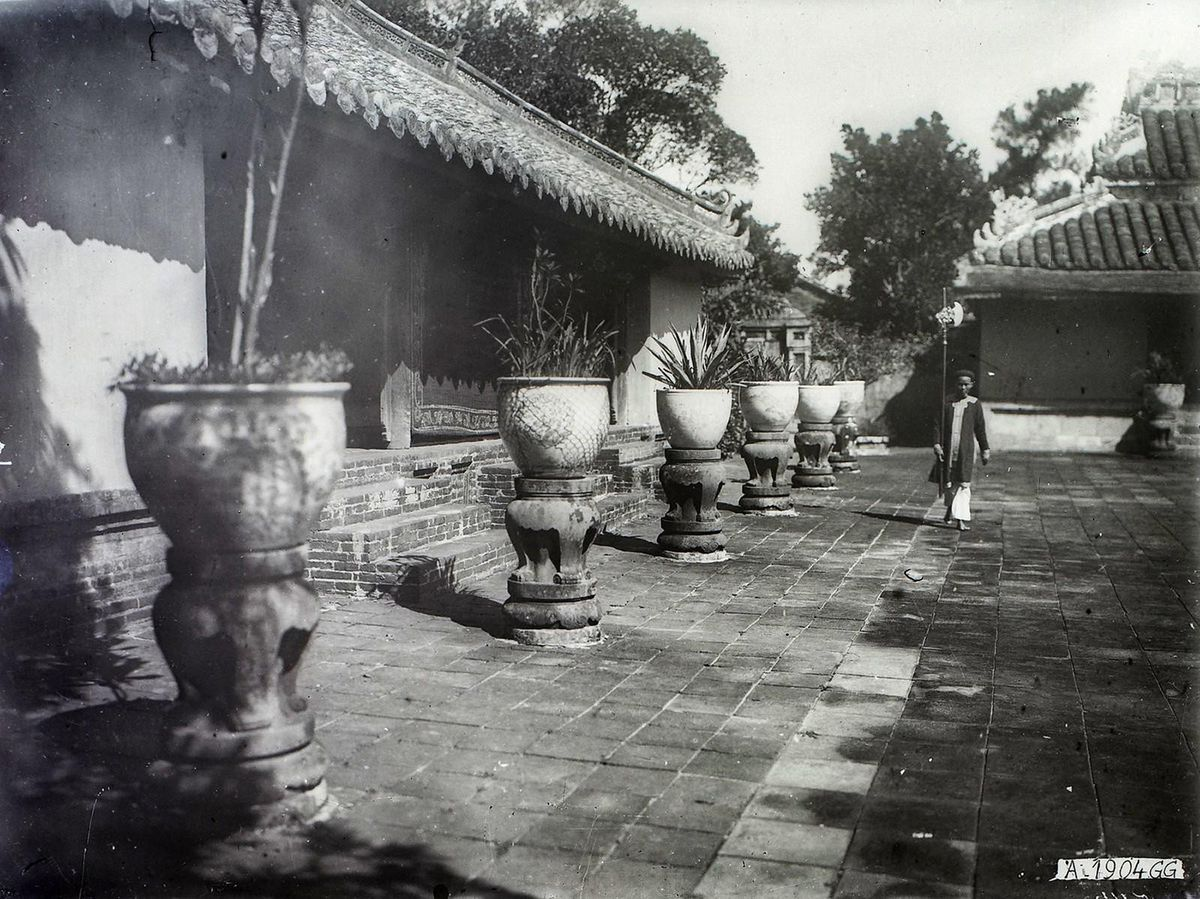
Phía trước điện Biểu Đức, lăng Thiệu Trị

Lăng gồm hai khu vực: lăng (bên phải) và tẩm (bên trái) đặt song song cách nhau khoảng 100 mét, đều dựa lưng vào núi thấp, hướng mặt ra đồng ruộng, về phía tây bắc, không có la thành bao bọc. Tổng diện tích khu vực này khoảng 6 ha. Về quy mô và hình thức kiến trúc, các công trình tại Xương lăng gần tương tự với Hiếu lăng của vua Minh Mạng, nhưng nhỏ và đơn giản hơn. Cách xây Bửu thành, Toại đạo, các cầu bằng đá, nghi môn, nghê đồng và các hồ bán nguyệt tương tự với lăng Minh Mạng. Lăng Thiệu Trị khác lăng Minh Mạng là không xây La thành, nhưng giống lăng Gia Long là lợi dụng những dãy núi đồi chung quanh để làm nên một vòng La thành thiên nhiên rộng lớn. Lăng Thiệu Trị dựa lưng vào chân núi Thuận Đạo, gần trước mặt lăng là một vùng đất bằng phẳng cỏ cây xanh tươi, ruộng đồng mơn mởn trải dài từ bờ sông Hương đến tận cầu Lim.

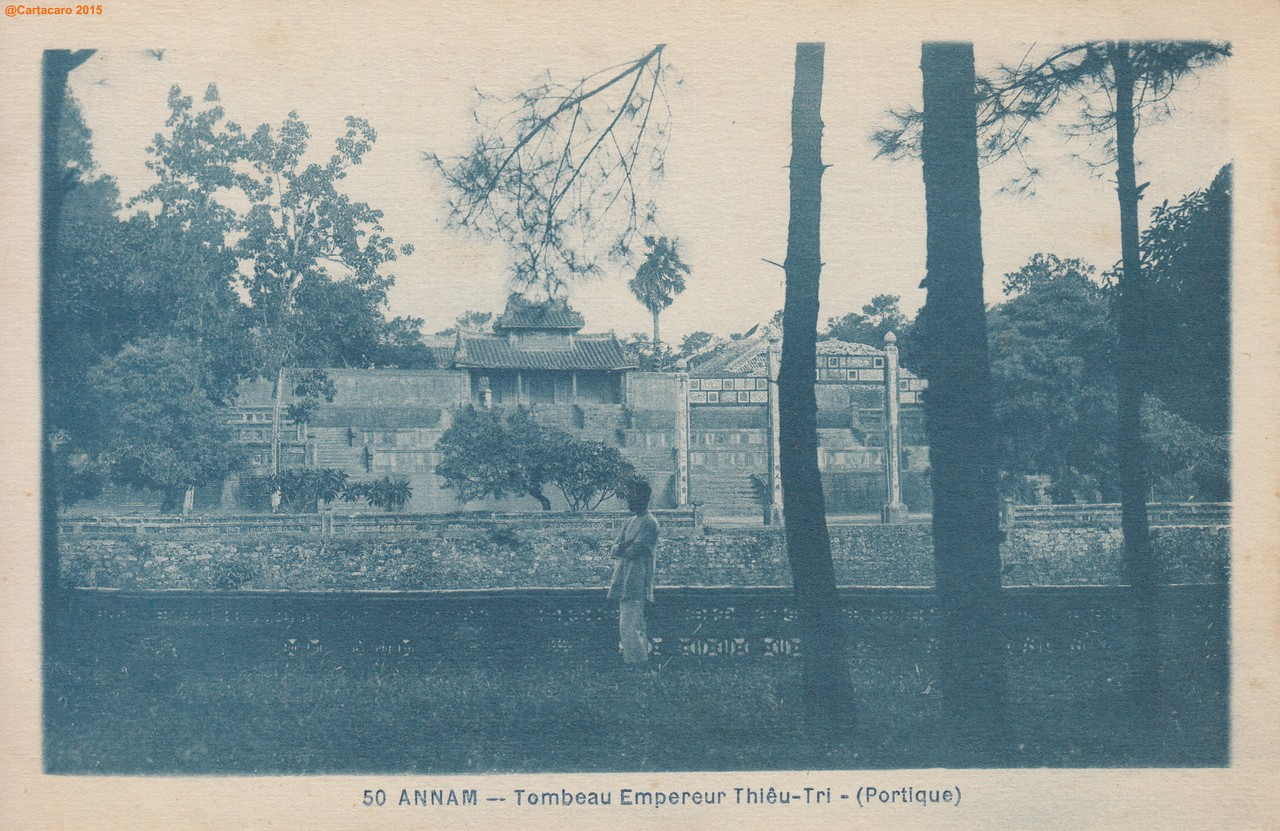
Hồng Trạch môn, cổng chính dẫn vào trục tẩm thờ của Xương Lăng

### Khu lăng mộ

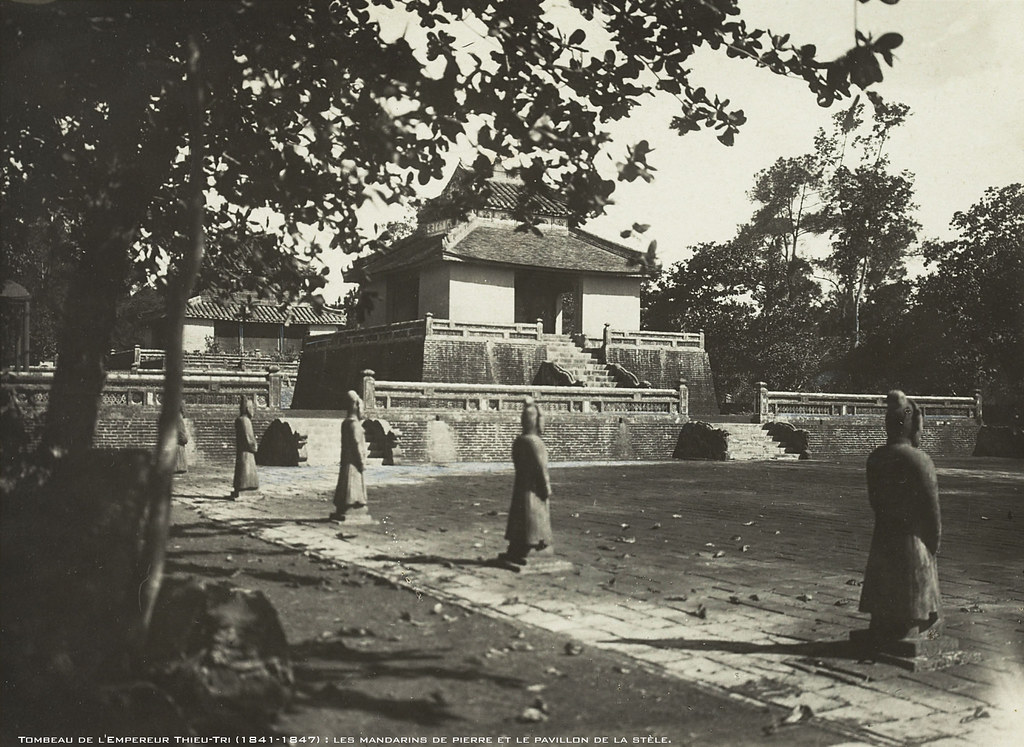
Sân chầu, Bi đình, và phía sau là lầu Đức Hinh.

Phần lăng nằm ở bên phải, phía trước có hồ Nhuận Trạch (潤澤湖) hình bán nguyệt rộng 3.300m2. Hồ này thông với hồ điện ở trước khu tẩm qua một hệ thống cống ngầm và nối với hồ Ngưng Thúy (凝翠池) hình bán nguyệt rộng 7.600m2, bọc trước Bửu thành, tạo thế "chi huyền thủy" chảy quanh co trong lăng.
Ngay sau hồ Nhuận Trạch là Nghi môn bằng đồng đúc theo kiểu "long vân đồng trụ" dẫn vào sân chầu lát gạch Bát Tràng, với hai bên là thạch tượng sinh (voi, ngựa, quan văn, quan võ). Hai hàng tượng đá ở hai bên tả, hữu của sân là tiêu biểu của nghệ thuật tạc tượng đầu thế kỷ XIX ở Huế.
Tiếp theo là tòa Bi đình dạng phương đình, đặt trên nền đài cao 2,65m, cấu trúc gần giống với Bi đình lăng Minh Mạng, bên trong đặt tấm bia Thánh Đức Thần Công do vua Tự Đức soạn. Tiếp theo Bi đình là Đức Hinh lâu (德馨樓) ngự trên một quả đồi thấp hình mai rùa, có kiến trúc tương tự như Minh Lâu ở lăng Minh Mạng. Lầu Đức Hinh hiện chỉ còn lại nền móng (mặt nền 18,5m x 18,5m), hai bên có 2 trụ biểu xây gạch.
Hồ Ngưng Thúy như vầng trăng xẻ nửa án ngữ trước Bửu thành. Bên trên hồ có 3 chiếc cầu: Đông Hòa (東和橋) nằm bên phải, Chánh Trung (正中橋) nằm ở giữa và Tây Định (西定橋) ở bên trái, dẫn đến bậc tam cấp vào Bửu thành - nơi đặt thi hài của nhà vua. Bửu thành hình tròn với chu vi 260m xây bằng gạch, có cửa bằng đồng, bên trong trồng thông um tùm, tương tự bửu thành lăng Minh Mạng.
Xa hơn về phía phải của lăng có Hiển Quang các (顯光閣) - nơi nghỉ ngơi, suy tưởng của nhà vua ở cả cõi âm lẫn cõi dương.

### Khu tẩm thờ
Khu vực điện thờ được xây dựng cách lầu Đức Hinh 100m về phía trái. Mở đầu trục tẩm điển là bình phong xây gạch, tiếp đó là hồ bán nguyệt rộng 2.400m2. 
Ngay sau hồ điện là Nghi môn bằng đá cẩm thạch, bên trên là những liên ba và một bầu Thái cực hình nậm rượu bằng pháp lam, trang trí hoa lá vui mắt và sinh động. Bức hoành phi nằm giữa những hoa văn trang trí với 4 chữ Hán: "Minh đức viễn hỷ" (Đức sáng cao xa vậy!) như muốn ghi mãi vào không trung tài đức của nhà vua. Tiếp theo sân tế với 3 tầng, lát gạch Bát Tràng, lối giữa lát đá Thanh.
Khu vực tẩm điện có tường thành hình chữ nhật bao bọc, trổ cửa 4 phía. Mặt trước là Hồng Trạch môn (鴻澤門) một dạng vọng lâu như Hiển Đức môn (ở lăng Minh Mạng) và Khiêm Cung môn (ở lăng Tự Đức sau này). Tiếp theo là điện Biểu Đức (表德殿), có mặt nền 23,4m x 21,5m, cấu trúc nhà kép gần như điện Sùng Ân (ở lăng Minh Mạng), là nơi thờ cúng bài vị của vua và Hoàng hậu Từ Dụ. Trong chính điện, trên những cổ diêm ở bộ mái và ở cửa Hồng Trạch, có hơn 450 ô chữ chạm khắc các bài thơ có giá trị về văn học và giáo dục. Các công trình phụ thuộc như Đông, Tây Phối điện (trước), Tả, Hữu Tòng viện (sau) quây quần chung quanh điện Biểu Đức càng tôn thêm vẻ cao quý của chính điện. Cổng sau kiểu cửa vòm xây gạch.
Bên kia hồ điện, hòn Bàu Hồ làm bình phong cho khu vực điện thờ, rừng thông xanh mướt làm la thành tự nhiên cho khu vực lăng.

## Cụm di tích lân cận

### Xương Thọ lăng
Bên trái phía sau là Xương Thọ lăng (昌壽陵) của thái hậu Từ Dụ (vợ vua Thiệu Trị). Cấu trúc lăng khá đơn giản. Phía trước có hồ bán nguyệt, sau là 3 tầng sân tế. Bửu thành gồm 2 lớp hình chữ nhật lồng vào nhau. Lần tường ngoài cao 3,6m, chu vi 89,4m; lần tường trong cao 2,65m, chu vi 60,5m; trước sau đều có bình phong che chắn, cánh cửa làm bằng đồng. Bửu phong xây kiểu thạch thất như lăng Gia Long.
Đầu những năm 1980, khu lăng mộ của bà Từ Dụ bị đào trộm, lấy đi nhiều báu vật, gây ảnh hưởng đến di tích. Năm 2023, thông qua Quỹ Bảo tồn di sản Huế, con cháu của bà Từ Dụ đã tài trợ hơn 6,9 tỉ đồng để trùng tu lăng mộ Hoàng thái hậu Từ Dụ. Công trình hoàn thành trùng tu vào năm 2024.

### Hiếu Đông lăng
Chếch về phía trước lăng gần bờ sông Hương là Hiếu Đông lăng (孝東陵) của bà Hồ Thị Hoa (thân mẫu vua Thiệu Trị) xây trong giai đoạn 1841-1843. Bố cục chia thành các phần: khu ngoại lăng, khu nội lăng, khu tẩm phụ thuộc. 
Khu nội lăng bắt đầu bằng hồ bán nguyệt (rộng hơn 2.000m2) nay đã khô cạn, rồi đến sân tế 3 bậc nền; sân tế lát gạch Bát Tràng (lối giữa lát đá Thanh); rồi đến Bửu thành. Bửu thành có 2 lớp bao bọc lấy Bửu phong ở trong; lớp tường ngoài dài 26m, rộng 20,7m, cao hơn 3m; tường trong dài 16m, rộng 13,8m, cao 2,6m.  Bửu phong xây đá Thanh, kiểu thức như lăng Thiên Thọ, dài 4m, rộng 3,12m, cao 1,3m; phía trước có hương án bằng đá; trước sau đều có bình phong che chắn.
Khu ngoại lăng gồm: Bến Ngự là bến thuyền bên sông Hương; Ngự lộ (御路) là con đường đất rộng 3m dẫn vào lăng xuất phát từ bờ sông Hương, từng là con đường dùng để đưa thi hài vua Thiệu Trị vào an táng trong lăng, sau đó các vua đời sau dùng để đi vào lăng trong các dịp tế lễ hằng năm; 2 trụ biểu xây gạch cao 15m cách bửu thành khoảng 300m; Công Sở đài (公所台) là tòa nhà dành cho binh lính canh trực, rộng 5 gian, nay đã bị hủy hoại. 

Các lăng mộ phụ thuộc có lăng cố Hoàng Nữ, lăng Tảo Thương và lăng Chư Công; đây là tẩm mộ của những người con của nhà vua bị chết khi còn nhỏ.

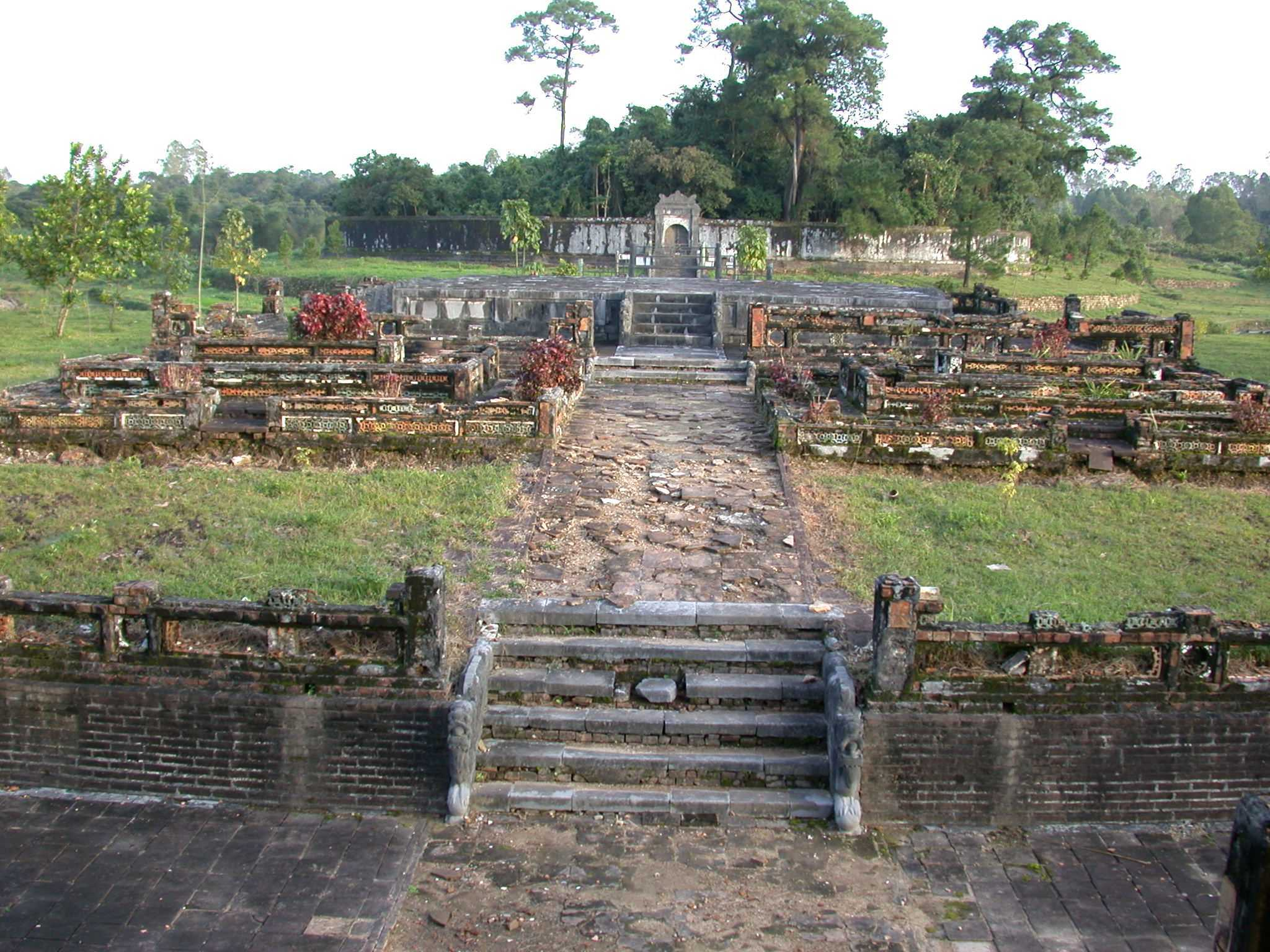
Nền móng còn sót lại của lầu Đức Hinh, phía sau là Bửu thành

## Quá trình trùng tu
Năm 2006, Bộ Văn hóa - Thông tin (nay là Bộ VH-TT-DL) đã có quyết định phê duyệt dự án đầu tư bảo tồn, tu bổ và phát huy giá trị tổng thể di tích lăng vua Thiệu Trị thuộc quần thể di tích Cố đô Huế, với tổng kinh phí dự kiến 106 tỉ đồng, dự kiến hoàn thành vào năm 2010. Tuy nhiên đến năm 2010 chỉ có một công trình đang được trùng tu là điện Biểu Đức.
Năm 2013, Trung tâm Bảo tồn di tích Cố đô Huế khởi công trùng tu Tả Tòng viện, Hữu Tòng viện tại lăng vua Thiệu Trị với kinh phí hơn 22 tỷ đồng. Công trình này hoàn thành vào đầu năm 2016.